# Kluse (Emslandi járás)
Kluse település Németországban, azon belül Alsó-Szászország tartományban. Lakosainak száma 1834 fő (2023. december 31.). Kluse Dörpen, Fresenburg, Renkenberge, Sustrum, Wippingen, Walchum és Dersum községekkel határos.

## Népesség
A település népességének változása:
| Lakosok száma | 1595 | 1655 | 1696 | 1759 | 1825 | 1834 |
|               | 2016 | 2017 | 2019 | 2021 | 2022 | 2023 |